# Света Ана (Олевени)
„Света Ана“ (на македонска литературна норма: „Света Ана“) е православна църква в битолското село Олевени, част от Преспанско-Пелагонийската епархия на Македонската православна църква – Охридска архиепископия.

## География
Църквата се намира западно от днешното село, на по-висок терен в планината, до нея се стига по черен път, който започва от площада на селото в днешното село Олевени.

## История и архитектура
Църквата, заедно с три други храма, е съществувала на мястото на някогашното старо село Олевени и е реновирана заедно с останалите в 1936 година.
Самият храм има плоча с 13-редов древногръцки надпис, датиращ от IV век пр.н.е. Плочата е вградена вляво от западния вход на църквата, а вътре в нея, близо до южната стена, има раннохристиянски мраморен елемент. Според местните жители на Олевени, на мястото на тази църква е имало мраморна скулптура, която строителите поставили на тухлен пиедестал, прикрепен към южната стена във вътрешността на църквата, но скоро след това някой я откраднал.

## Галерия
- Поглед към църквата
- Надписна плоча
- Входът
- Западната страна
- Апсидата
- Страничен изглед